# Selitev ptic
Selitve ptic v ekologiji so množični, usmerjeni in usklajeni premiki organizmov. Množičnost pomeni, da se mora na pot odpraviti cela ali vsaj velik del populacije. Usklajenost pomeni, da se morajo vsi osebki podati na pot ob istem času, in usmerjenost pomeni, da potujejo vsi v isto smer, ne vsak po svoje.
Ptica selivka je ptica, ki potuje skozi določeno območje, pa tam ne gnezdi niti ne prezimuje.